# Marsilea quadrifolia
Marsilea quadrifolia L., conhecida pelo nome comum de trevo-de-quatro-folhas, é uma pteridófita aquática da família Marsileaceae.

## Ligações Externas
- Foto de Marsilea quadrifolia var. "terrestris" com folhas secas
- Foto de Marsilea quadrifolia var. "terrestris" com folhas secas
- Foto de Marsilea quadrifolia var. "terrestris" completa
- Foto de Marsilea quadrifolia var. "terrestris" somente "trevo"
- Foto de Marsilea quadrifolia var. "terrestris" somente "trevo"
- Foto de Marsilea quadrifolia var. "terrestris" somente "trevo"
- Foto de Marsilea quadrifolia var. "terrestris" somente "trevo"